# Djeziraia euxinica
Djeziraia euxinica är en plattmaskart som först beskrevs av Mack-Fira 1971, och fick sitt nu gällande namn av Schockaert 1982. Djeziraia euxinica ingår i släktet Djeziraia och familjen Polycystididae. Inga underarter finns listade i Catalogue of Life.